# Mitchel Resnick
Mitchel Resnick (12 de junio de 1956) es un profesor, físico, informático, periodista y programador estadounidense.

## Vida
Estudió la licenciatura de física en la Universidad de Princeton en 1978, realizó la maestría (1988) y doctorado en computación en el Instituto Tecnológico de Massachusetts (1992). Trabajó como periodista sobre ciencia y tecnológica desde el 1978 al 1983, y es referente mundial en el uso creativo de las computadoras en la educación.
Es autor del libro Tortugas, termitas y atascos de tráfico. Es profesor de investigación, Director de Centro Okawa y dirige el Grupo Jardín de Infancia de por Vida
("Lifelong Kindergarten") equipo de aprendizaje permanente en el MIT Media Lab del 
Instituto Tecnológico de Massachusetts.
El grupo de Resnick también desarrolló lenguaje de programación Scratch; que es una aplicación gratuita que fue creada con fondos de la Fundación Nacional para la Ciencia.
También es conferencista sobre educación y tecnología por el mundo.

## Premios
- 2011, Premio McGraw en la Educación.[8]
- 1993, Premio Fundación Nacional para la Ciencia, joven investigador en Estados Unidos.

Resnick ha sido catalogado como una de las 100 personas más creativas en los negocios, en 2011 por Fast Company.